# Surat Thani (miasto)
Surat Thani (taj. เทศบาลเมืองสุราษฎร์ธานีี) — miasto w południowej Tajlandii, we wschodniej części Półwyspu Malajskiego, przy ujściu rzeki Tapi do Zatoki Tajlandzkiej, ośrodek administracyjny prowincji Surat Thani. Jest zamieszkiwany przez 132 tys. osób.